# کلیو (اسطوره)

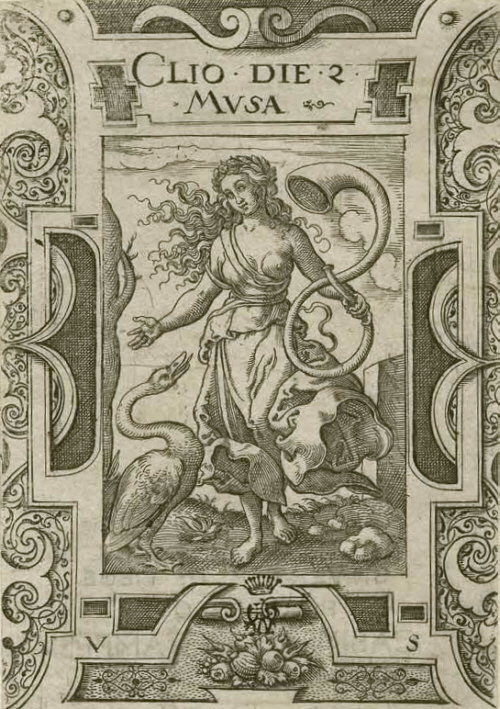
کلیو -موز تاریخ بهمراه ترومپت

کلیو (به یونانی: Κλειώ)(به انگلیسی: Clio) در اساطیر یونانی نام یکی از ۹ دختر زئوس است و به عنوان موز تاریخ شناخته می‌شود. او صاحب فرزندی بود بنام هیاکینتوس از یکی از پادشاهان (در افسانه‌های گوناگون): با پیروس پادشاه مقدونیه، با اوئبالوس پادشاه اسپارت یا با آمیکلاس جد بزرگ مردم آمیکلای. در بعضی منابع او را مادر هایمن خدای ازدواج نیز می‌دانند.
نام کلیو از فعل یونانی کلئو گرفته شده که به معنای معروف کردن یا معروفیت است.

## کلیو و پیروس
در اساطیر یونانی آمده‌است که پیروس فرزند مگنس تسالی و ملیوویا معشوق کلیو بود و این عشق را آفرودیته الهه عشق به عنوان تنبیه در دل کلیو قرار داد (برای تمسخر عشق او به آدونیس). حاصل این عشق پسری زیبا بود بنام هاکینتوس. (معشوق آپولون که توسط وی نیز کشته شد)

## مشخصات
زمانی که موزها در حوزه ادبی و هنری یونان باستان وارد شدند هرکدام مشخصه خود را داشتند و از این میان موز کلیو موز تاریخ شناخته شده و همیشه به همراه مجسمه یا طرح‌ها وی لوحی در دست دارد و درکنارش ساعت آبی (نشان دهنده گذشت زمان) یا نشسته در کنار خود کتاب‌هایی (معمولاً به صورت طومار) دارد. در بعضی مواقع او را به همراه ترومپت در یک دست و کتابی در بغل نشان داده‌اند و درجاهایی او را به همراه گیتار در یک دست و زخمه‌ای در دست دیگر نشان داده‌اند زیرا او را خالق ساز گیتار می‌دانستند.

## کاربرد کلیو

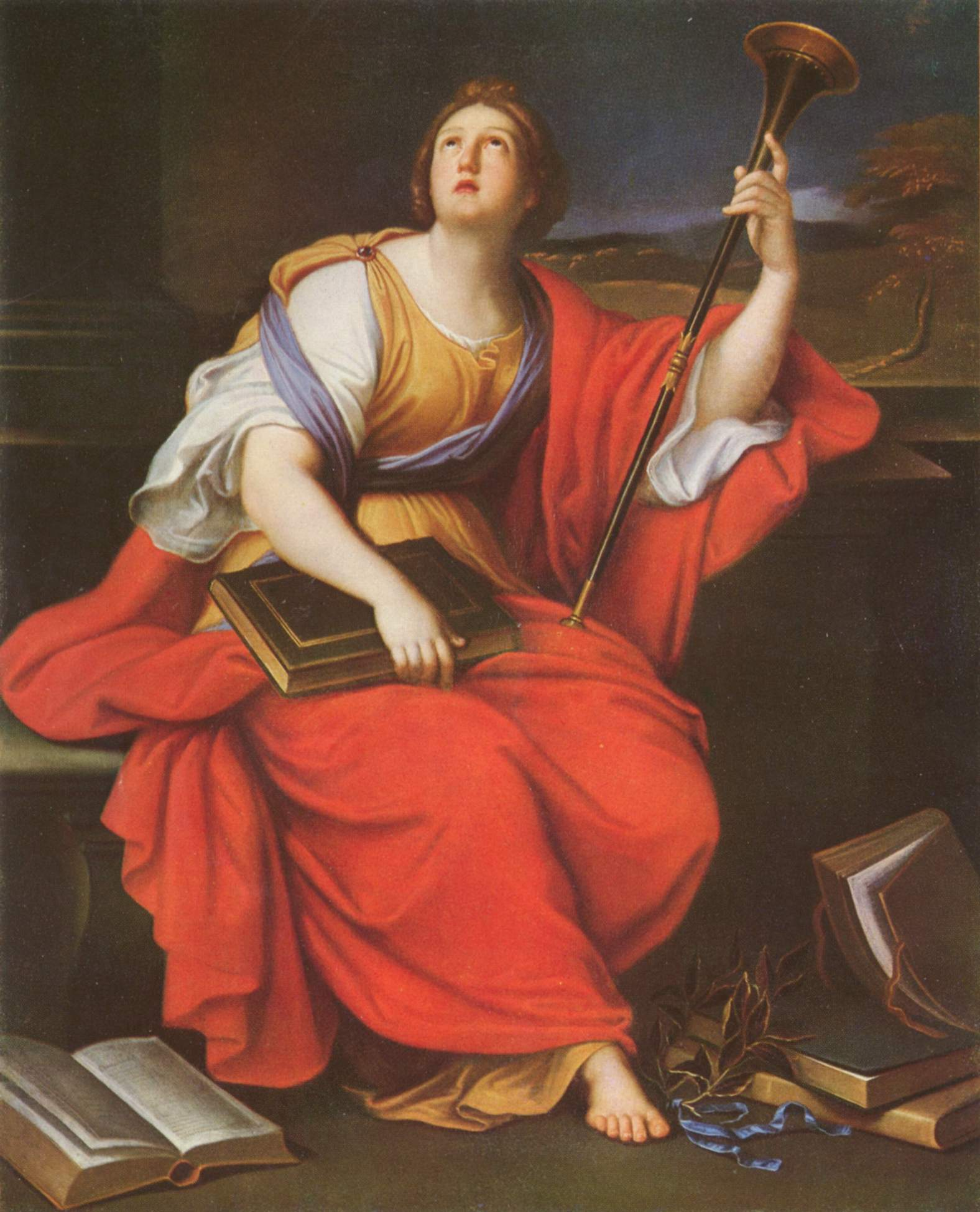
نقاشی از کلیو

واژه کلیو به معنای تاریخ در اصطلاحاتی علمی مانند: کلیومتریک ‏ یا پویایی کلیو ‏ بکار برده شده‌است.